# Кјавена
Кјавена (итал. Chiavenna) је насеље у Италији у округу Сондрио, региону Ломбардија.
Према процени из 2011. у насељу је живело 7239 становника. Насеље се налази на надморској висини од 327 м.

## Становништво
| 1936. | 1951. | 1961. | 1971. | 1981. | 1991. | 2001. | 2011. |
| ----- | ----- | ----- | ----- | ----- | ----- | ----- | ----- |
| 5.379 | 6.038 | 6.211 | 7.158 | 7.696 | 7.365 | 7.239 | 7.297 |